# Guillem III d'Anglesola
Guillem III d'Anglesola (Segle XIII) fou un militar català.

## Núpcies i descendents
Es va casar amb Constança d'Alagón i Romeu, filla de Blasco I d'Alagón. D'aquest matrimoni nasqueren:
- Guillem d'Anglesola
- Artal
- Berenguer
- Marguelina

## Biografia
Guillem d'Anglesola va ser un dels repobladors del Maestrat i l'Alcalatén, després de la seva conquesta el 1233 pel seu sogre Blasco I d'Alagón, car la seva primitiva població musulmana, com a altres llocs del nord valencià, seria expulsada del nou territori cristià que esdevindria així, homogeni culturalment i religiosa. Donà carta població a Culla el 1244 i a Vistabella del Maestrat el 3 d'abril de 1251.
Pròxim de nou a ingressar a l'orde del Temple, vengué el castell de Sidamon a Hug de Cervià, però la muller d'aquest darrer, Guilleuma, denuncià al mestre dels Templers (1260) que el fill de Guillem, Guillem d'Anglesola, fill menor havia ocupat violentament el castell de Sidamon d'acord amb el seu pare, ja templer.
Felip IV de França va acusar l'Orde del Temple d'idolatria, sodomia i altres ignomínies, exigint al papa Climent V que actués contra l'orde. L'1 de desembre de 1307 van començar les detencions, i el gener de 1308 Jaume II va demanar a Guillem d'Anglesola que es dirigís al Castell de Miravet per convèncer el lloctinent dels templers catalans Ramon de Saguàrdia que es lliurés. No ho va aconseguir, però finalment es van rendir. El 1312 se celebrà a Tarragona un concili provincial on els templers catalans van ser declarats innocents i quedaren lliures de culpa el 4 de novembre.